# 奧斯汀 (內華達州)
奧斯汀（英語：Austin）是位於美國內華達州蘭德縣的非建制地區。

## 歷史
奧斯汀的郵局自1863年營運至今。

## 人口
根據2020年美國人口普查的數據，奧斯汀的面積為2.98平方千米，皆為陸地。當地共有人口167人，而人口密度為每平方千米56.04人。